# Dead Space
Dead Space (engleză Spațiu Mort) este un joc video horror de supraviețuire third-person shooter, dezvoltat de EA Redwood Shores (cunoscut acum ca Visceral Games) pentru Microsoft Windows, PlayStation 3 și Xbox 360. Jocul a fost disponibil pe Steam din 20 octombrie 2008. Jucătorul preia rolul unui inginer numit Isaac Clarke, care se luptă cu o formă de infestare care transformă oamenii în monștri grotești numiți Necromorfi, totul la bordul navei spațiale de minerit  USG Ishimura. Jocul a devenit repede popular, și a fost vândut în număr de peste 2 milioane. O continuare, Dead Space 2, a apărut la 25 ianuarie 2011. De asemenea, Dead Space 3 a fost lansat pe 8 februarie 2013, în întreaga lume.